# 仲田加南
仲田 加南（なかた かな、1975年9月13日 - ）は、日本の競技麻雀団体・日本プロ麻雀連盟に所属する女流プロ雀士である。神奈川県川崎市出身。
主なタイトル歴として、第21期 新人王、女流桜花 4期、女流プロ麻雀日本シリーズ2020 優勝などがある。

## 略歴
15歳の頃にアルバイト先の先輩にルールを軽く教わったのがきっかけで麻雀を覚え始め、成人してからはフリー雀荘でも麻雀を打ち始める。仲田はプロになる前からプロ雀士の伊藤優孝が主体となって実施されている麻雀の勉強会「漢塾」に3年間在籍していた。2004年に日本プロ麻雀連盟のプロ試験を受けて合格し、半年間の研修を受けたのちに21期生として麻雀プロの一員となった。同期には井出康平、黒沢咲、古橋崇志、吾妻さおりらがいる。プロ入り試験の際の試験官は多井隆晴が務めた。その後、第21期の新人王戦にて優勝を収め、プロクイーン決定戦では第5期に5位、第7期に2位を獲得した。そのほか第35期王位戦では3位、第12期のチャンピオンズリーグではベスト8に、第4期特別昇級リーグでは4位にそれぞれ輝くなど様々な大会で結果を残し頭角を現した。
日本プロ麻雀連盟に所属する女流プロによるリーグ戦である女流桜花では、第4期、11期に続けて2017年に実施された第12期でも優勝を収め、同タイトルで3度の優勝を果たした選手としては初となった。翌年の2018年も女流桜花のタイトルを制し、通算では4期目、3連覇を達成した。同年に出場した麻雀最強戦2018のサイバーエージェント杯 女流プロ代表決定戦 女流王者の極でも優勝し、ファイナルにまで進出したが決勝卓を決める対局で敗退した。2019年から実施されたRTDトーナメント（前身はRTDリーグ）ではサバイバルマッチを首位で通過し、本戦に進出したものの、初戦で4位に終わり敗退している。一方で、同年11月から2020年1月にかけて実施された女流プロ雀士によるチーム戦「麻雀BATTLE ROYAL チーム・チャンピオンシップ2020」では所属するロン2チーム（他のメンバーは宮内こずえ・山脇千文美）が優勝を果たし、予選と決勝戦を合算した個人成績では仲田は+84.1ポイントで18人中3位の成績を残した。女流プロ麻雀日本シリーズ2020では予選・プレーオフの合計で2位の成績を残し決勝卓に進出し、優勝している。

## 雀風・人物
本人のプロフィールによれば起家を得意とし、ツモよりも直撃での上がりを指針として麻雀を打っている。一方で、第12期女流桜花のタイトル獲得後のインタビューでは雀風を固定しないスタイルを心がけていると仲田は話している。「麻雀最強戦2018 サイバーエージェント杯 女流プロ代表決定戦 女流王者の極」後の大会レポートでレポーターを務めた梶本琢程によれば、仲田は「必殺！麻雀ラリアット」という攻撃的な雀風を示唆するようなキャッチフレーズを持っているものの守備的な打ち方も得意としており、対局ごとの攻守バランスの振り分けが大きいがために攻撃的なイメージが強い・流れを大切にする雀風と分析されている。2024年時点での連盟における段位は七段となっている。
血液型はB型で、趣味も麻雀としている。2018年には同じプロ雀士の土井孝輝と入籍した。仲田は再婚。2020年には娘が出産し「孫がいる現役女流プロ」となる。

## 獲得タイトル
- 女流桜花 (第4期・第11期・第12期・第13期)
- 新人王 (第21期)
- 女流プロ麻雀日本シリーズ（2020・2023）
- JPML WRC-Rリーグ（第1期）

## 主な戦績
- 麻雀最強戦2021 ザ・リベンジ 優勝
- 第1回 クイーンズリーグ 優勝

団体戦
- 麻雀BATTLE ROYAL チーム・チャンピオンシップ2020 チーム優勝

## 出演

### 映画
- 麻雀最強戦 the movie（2022年11月18日公開、マグネタイズ）監督:原澤遊風[19]